# Drużynowe Mistrzostwa Europy Par Strongman 2000
Drużynowe Mistrzostwa Europy Par Strongman 2000 – doroczne, drużynowe zawody europejskich siłaczy, rozgrywane w drużynach złożonych z dwóch zawodników, reprezentujących ten sam kraj.
Data: 25, 26 sierpnia 2000 r.

Miejsce: Kokkola  Finlandia

WYNIKI ZAWODÓW:
| Miejsce | Zawodnicy                              | Kraj      | Punkty |
| ------- | -------------------------------------- | --------- | ------ |
| 1.      | Pasi Paavisto, Janne Virtanen          | Finlandia | 46     |
| 2.      | Sami Heinonen, Juha-Matti Räsänen      | Finlandia | 32     |
| 3.      | Berend Veneberg, Wout Zijlstra         | Holandia  | 30     |
| 4.      | Jarosław Dymek, Ireneusz Kuraś         | Polska    | 29,5   |
| 5.      | Magnus Samuelsson, Torbjörn Samuelsson | Szwecja   | 29     |
| 6.      | Auðunn Jónsson, Torfi Ólafsson         | Islandia  | 22,5   |
| 7.      | Svend Karlsen, Kurt Kvikkstad          | Norwegia  | 16     |
| 8.      | Brian Bell, Jamie Barr                 | Szkocja   | 13     |